# Konoe Iezane
Konoe Iezane (近衛 家実) (né en 1179, mort le 19 janvier 1243), fils de Konoe Motomichi, est un noble de cour japonais (kugyō) du début de l'époque de Kamakura. Parmi ses fils, on compte Takatsukasa Kanehira, Konoe Iemichi (近衛家通, 1204-1224) et Konoe Kanetsune.

## Biographie
Quand meurt Kujō Yoshitsune en 1206, il devient le chef du clan Fujiwara et régent sesshō puis régent kampaku. Durant la révolte de Jōkyū de 1221, il s'oppose à l'empereur Go-Toba ce qui lui vaut de perdre son titre de régent sesshō qu'il récupère cependant l'année suivante.
- 1206 (ère Ken'ei 1, 3e mois) : Iezane devient régent pour l'empereur[1].
- 1206 (Ken'ei 1, 12e mois) : Iezane n'est plus régent sesshō mais devient régent kampaku[1].
- 1221 (ère Jōkyū 3, 4e mois) : Iezane perd son titre de régent kampaku et Kujō Michiie lui succède[2].
- 1221 (Jōkyū 3, 7e mois) : Le régent sesshō Michiie est remplacé par Iezane[3].
- 1221 (Jōkyū 3) : Durant l'hiver, Iezane est nommé Daijō-daijin[4].
- 1223 (Jōō 2, 10e mois) : Iezane n'est plus régent sesshō et devient régent kampaku[4].
- 1227 (ère Antei 1, 2e mois) : L'empereur Go-Horikawa élève Fujiwara no Nagako, fille de Konoe Iezane, au rang de Chūgū (impératrice consort). Elle est un peu plus âgé que l'empereur, mais il l'aime follement[5].

Il se retire en 1241 et se fait moine. Il meurt l'année suivante.

## Sources
- Titsingh, Isaac, ed. (1834). [Siyun-sai Rin-siyo/ Hayashi Gahō, 1652], Nipon o daï itsi ran; ou, Annales des empereurs du Japon. Paris: Royal Asiatic Society of Great Britain and Ireland.

## Source de la traduction
- (en) Cet article est partiellement ou en totalité issu de l’article de Wikipédia en anglais intitulé « Konoe Iezane » (voir la liste des auteurs).